# Pala Casino 400
Pala Casino 400 var ett stockcarlopp ingående i Nascar Cup Series som kördes över 200 varv (400 miles, 643,737 km) på den 2 mile långa ovalbanan Auto Club Speedway i Fontana i Kalifornien i USA. Loppet har med undantag för 2021 körts årligen 1997-2023 och var mellan åren 1997-2010 500 miles långt. Nascar strök loppet från tävlingskalendern 2024 med anledning av att Auto Club Speedway med start 2023 skall genomgå en omfattande ombyggnad från superoval till kortoval.

## Tidigare namn
- California 500 Presented by NAPA (1997–1999)
- NAPA Auto Parts 500 (2000–2002)
- Auto Club 500 (2003–2010)
- Auto Club 400 (2011–2021)
- Wise Power 400 (2022)[4]

## Vinnare genom tiderna
| Säsong | Datum       | Nr        | Förare           | Team                     | Konstruktör | Distans   | Distans       | Tid       | Snitthastighet (mph) | Rapport   |
| Säsong | Datum       | Nr        | Förare           | Team                     | Konstruktör | Varv      | Miles (km)    | Tid       | Snitthastighet (mph) | Rapport   |
| ------ | ----------- | --------- | ---------------- | ------------------------ | ----------- | --------- | ------------- | --------- | -------------------- | --------- |
| 1997   | 22 juni     | 24        | Jeff Gordon      | Hendrick Motorsports     | Chevrolet   | 250       | 500 (804,672) | 3:13.32   | 155,012              | Rapport   |
| 1998   | 3 maj       | 6         | Mark Martin      | Roush Racing             | Ford        | 250       | 500 (804,672) | 3:33.57   | 140,220              | Rapport   |
| 1999   | 2 maj       | 24        | Jeff Gordon      | Hendrick Motorsports     | Chevrolet   | 250       | 500 (804,672) | 3:19.38   | 150,276              | Rapport   |
| 2000   | 30 april    | 12        | Jeremy Mayfield  | Penske Racing            | Ford        | 250       | 500 (804,672) | 3:20.50   | 149,378              | Rapport   |
| 2001   | 29 april    | 2         | Rusty Wallace    | Penske Racing            | Ford        | 250       | 500 (804,672) | 3:29.37   | 143,118              | Rapport   |
| 2002   | 28 april    | 48        | Jimmie Johnson   | Hendrick Motorsports     | Chevrolet   | 250       | 500 (804,672) | 3:19.53   | 150,088              | Rapport   |
| 2003   | 27 april    | 97        | Kurt Busch       | Roush Racing             | Ford        | 250       | 500 (804,672) | 3:34.07   | 140,111              | Rapport   |
| 2004   | 2 maj       | 24        | Jeff Gordon      | Hendrick Motorsports     | Chevrolet   | 250       | 500 (804,672) | 3:38.33   | 137,268              | Rapport   |
| 2005   | 27 februari | 16        | Greg Biffle      | Roush Racing             | Ford        | 250       | 500 (804,672) | 3:34.45   | 139,697              | Rapport   |
| 2006   | 26 februari | 17        | Matt Kenseth     | Roush Racing             | Ford        | 251a      | 502 (807,890) | 3:23.43   | 147,852              | Rapport   |
| 2007   | 25 februari | 17        | Matt Kenseth     | Roush Fenway Racing      | Ford        | 250       | 500 (804,672) | 3:36.41   | 138,451              | Rapport   |
| 2008   | Feb 24-25b  | 99        | Carl Edwards     | Roush Fenway Racing      | Ford        | 250       | 500 (804,672) | 3:46.04   | 132,704              | Rapport   |
| 2009   | 22 februari | 17        | Matt Kenseth     | Roush Fenway Racing      | Ford        | 250       | 500 (804,672) | 3:40.51   | 135,839              | Rapport   |
| 2010   | 21 februari | 48        | Jimmie Johnson   | Hendrick Motorsports     | Chevrolet   | 250       | 500 (804,672) | 3:31.24   | 141,911              | Rapport   |
| 2011   | 27 mars     | 29        | Kevin Harvick    | Richard Childress Racing | Chevrolet   | 200       | 400 (643,737) | 2:39.06   | 150,849              | Rapport   |
| 2012   | 25 mars     | 14        | Tony Stewart     | Stewart-Haas Racing      | Chevrolet   | 129c      | 258 (415,210) | 1:36.39   | 160,166              | Rapport   |
| 2013   | 24 mars     | 18        | Kyle Busch       | Joe Gibbs Racing         | Toyota      | 200       | 400 (643,737) | 2:57.19   | 135,351              | Rapport   |
| 2014   | 23 mars     | 18        | Kyle Busch       | Joe Gibbs Racing         | Toyota      | 206a      | 412 (663,050) | 3:05.53   | 132,987              | Rapport   |
| 2015   | 22 mars     | 2         | Brad Keselowski  | Team Penske              | Ford        | 209a      | 418 (672,706) | 2:58.18   | 140,662              | Rapport   |
| 2016   | 20 mars     | 48        | Jimmie Johnson   | Hendrick Motorsports     | Chevrolet   | 205a      | 410 (659,831) | 2:59.17   | 137,213              | Rapport   |
| 2017   | 26 mars     | 42        | Kyle Larson      | Chip Ganassi Racing      | Chevrolet   | 202a      | 404 (650,175) | 2:57.46   | 136,359              | Rapport   |
| 2018   | 18 mars     | 78        | Martin Truex Jr. | Furniture Row Racing     | Toyota      | 200       | 400 (643,737) | 2:42.41   | 147,526              | Rapport   |
| 2019   | 17 mars     | 18        | Kyle Busch       | Joe Gibbs Racing         | Toyota      | 200       | 400 (643,737) | 2:47.42   | 143,113              | Rapport   |
| 2020   | 1 mars      | 88        | Alex Bowman      | Hendrick Motorsports     | Chevrolet   | 200       | 400 (643,737) | 2:37.07   | 152,753              | Rapport   |
| 2021   | Kördes ej   | Kördes ej | Kördes ej        | Kördes ej                | Kördes ej   | Kördes ej | Kördes ej     | Kördes ej | Kördes ej            | Kördes ej |
| 2022   | 27 februari | 5         | Kyle Larson      | Hendrick Motorsports     | Chevrolet   | 200       | 400 (643.737) | 3:03.07   | 114,222              | Rapport   |
| 2023   | 26 februari | 8         | Kyle Busch       | Richard Childress Racing | Chevrolet   | 200       | 400 (643.737) | 3:08.05   | 127,603              | Rapport   |

- ^a  – Loppet förlängt enligt NASCAR:s regel om att ett lopp inte får avgöras bakom säkerhetsbilen.
- ^b  – Loppet startade på söndagen och avslutades på måndagen på grund av ett regnavbrott.
- ^c  – Loppet kortat på grund av regn.

### Förare med flera segrar
| Antal segrar | Förare         | År               |
| ------------ | -------------- | ---------------- |
| 3            | Jeff Gordon    | 1997, 1999, 2004 |
| 3            | Matt Kenseth   | 2006, 2007, 2009 |
| 3            | Jimmie Johnson | 2002, 2010, 2016 |
| 3            | Kyle Busch     | 2013, 2014, 2019 |
| 2            | Kyle Larson    | 2017, 2022       |

### Team med flera segrar
| Vinster | Team                 | År                                             |
| ------- | -------------------- | ---------------------------------------------- |
| 8       | Hendrick Motorsports | 1997, 1999, 2002, 2004, 2010, 2016, 2020, 2022 |
| 7       | Roush Fenway Racing  | 1998, 2003, 2005, 2006, 2007, 2008, 2009       |
| 3       | Team Penske          | 2000, 2001, 2015                               |
| 3       | Joe Gibbs Racing     | 2013, 2014, 2019                               |

### Konstruktörer efter antal segrar
| Antal segrar | Konstruktör | År                                                               |
| ------------ | ----------- | ---------------------------------------------------------------- |
| 11           | Chevrolet   | 1997, 1999, 2002, 2004, 2010, 2011, 2012, 2016, 2017, 2020, 2022 |
| 10           | Ford        | 1998, 2000, 2001, 2003, 2005, 2006, 2007, 2008, 2009, 2015       |
| 4            | Toyota      | 2013, 2014, 2018, 2019                                           |